# Graffiti Rock
Graffiti Rock ist eine einflussreiche und innovative Fernsehshow aus dem Themenbereich Breakdance, Hip-Hop und Rap, die am 29. Juni 1984 auf dem New Yorker Fernsehsender WPIX ausgestrahlt wurde. Künstler, die in der Show auftraten, waren unter anderem Shannon, The New York City Breakers, Run DMC, Kool Moe Dee, Treacherous Three und Special K. Produziert und moderiert wurde die Sendung von Michael Holman. 1984, in der Hochzeit des Breakdance, versuchte Holman damit, Breakdance weiter zu popularisieren. Kool Moe Dee und Special K sind Co-Moderatoren der Show. Holman war auch Manager der New York City Breakers. Graffiti Rock war als Pilotsendung einer Serie geplant, die jedoch nicht produziert wurde.

## Geschichte
Holman, Absolvent der University of San Francisco, war als Teil der experimentellen Musik- und Kunstszene New Yorks einer der leidenschaftlichsten Verfechter des Hip-Hops. Unter anderem war er in einer gemeinsamen Gruppe mit Jean Michel Basquiat und Vincent Gallo. Nachdem es ihm gelungen war, eine Gruppe von Investoren zu finden, um das Pilotprojekt für die geplante Serie zu finanzieren, verpflichtete er Kool Moe Dee und Special K als Co-Moderatoren und engagierte Afrika Bambaataa als seinen Musikberater. Mit Hilfe von Russell Simmons buchte er Run DMC als Gäste. Auf Wunsch der Finanziers organisierte Holman ein gemischtes Publikum, darunter zwei damals noch unbekannte Jugendliche aus New York, Debi Mazar und Vincent Gallo. Im Frühjahr 1984 wurde der Pilot aufgezeichnet.

## Ablauf
Die  Pilotsendung orientiert sich lose an Jugendtanzshows wie American Bandstand. Die Zuschauer werden im pädagogischem Stil in die Hip-Hop-Kultur eingeführt. In einem mit Graffiti überzogenen Studio treten Rapper, DJs und Breakdancer auf, dazu tanzen Jugendliche und junge Erwachsene, die im typischen Hip-Hop-Stil gekleidet sind.
Als Moderator bittet Holman den DJ, seine Technik zu erklären, fordert die Rapper zum Rappen auf und stellt Breakdancer vor, die verschiedene Bewegungen demonstrieren. Auch die Kleidung der Kultur wird gezeigt und beschrieben. Zahlreiche Kangol-Kopfbedeckungen sind in der Show zu sehen und dazu Adidas-Sneakers. Holman stellt Rosemary und Dino vor, die er als typisch für B-Boys und B-Girls präsentiert. Beide tragen Adidas Superstars mit gelösten, breiten Schnürsenkeln.
In der Show gespielte Songs sind: Graffiti Rock von Kool Moe Dee & Special K, What People Do for Money von Divine Sounds, Play at Your Own Risk von Planet Patrol, Hey DJ von World’s Famous Supreme Team, Sucker MC’s von Run DMC, Let Me Love You von Force M.D.’s und Give Me Tonight von Shannon. In der Show kommt auch ein kurzer Battle-Rap zwischen Run DMC einerseits und Kool Moe Dee und Special K andererseits vor.
In dieser Show feierte das Trio Run DMC sein Fernsehdebüt. Zeitgleich mit der Show veröffentlichte Holman das Buch Breaking and the New York City Breakers (Freundlich Books, 1984, ISBN 0-88191-016-3), mit dem er hoffte, Hip-Hop auch einem breiteren Publikum zu vermitteln. Es wendet sich an junge Leser und nutzt Fotos von Graffiti Rock und anderen Hip-Hop-Events zur Illustration.

## Bedeutung
Bis in die Gegenwart besitzt die Show Bedeutung für die Geschichte des Hip-Hops und Breakdance. Die Beastie Boys sampelten einen Teil der Show in dem Intro zu Alright, Hear This. Die Show wurde nicht fortgeführt, weil die Investoren davon ausgingen, dass Hip-Hop eine vorübergehende Modeerscheinung sei.